# Cỏ lồng vực cạn
Echinochloa colona là một loài thực vật có hoa trong họ Hòa thảo. Loài này được (L.) Link mô tả khoa học đầu tiên năm 1833.

## Phân bố và sinh cảnh
Cỏ mọc ở khắp vùng nhiệt đới Châu Á và Châu Phi trên các cánh đồng, ven đường và đường thủy. Nó được coi là một xâm lấn cỏ dại ở Châu Mỹ và Úc. Ở Úc, nó đã lan đến các vùng đầm lầy và đang đe dọa môi trường sống của cây chè đầm lầy.

## Trong sử dụng ẩm thực
Ở Ấn Độ, hạt của loại cỏ này được dùng để chế biến một món ăn gọi là khichdi và được tiêu thụ trong những ngày lễ hội ăn chay. Trong tiếng Gujarati được gọi là "Samo" (સામો) hoặc "Moriyo" (મોરિયો) trong tiếng Marathi nó được gọi là bhagar (भगर) hoặc "Vari cha Tandul" (वरी चा तांदुळ), trong tiếng Hindi là được gọi là "Mordhan" (मोरधन) hoặc "Sava ka chawal" (सवा का चावल). Còn được gọi là samay ke chawal.
Cuốn sách 'Những cây bản địa hữu ích của Úc' năm 1889 ghi lại rằng Panicum Colonum, (tên gọi trước đây của loài cây này) có những tên thông dụng bao gồm "Shama Millet" của Ấn Độ; Ở các vùng của Ấn Độ còn được gọi là "Wild Rice" hay "Jungle Rice" và nó "Có thân cây mọc thẳng cao từ 2 đến 8 feet, và rất mọng nước. Các bông hoa này được thổ dân [sic.] sử dụng như một bài báo của Thực phẩm. Hạt được đập giữa đá, trộn với nước và tạo thành một loại bánh mì. Nó không phải là loài đặc hữu của Úc."

## Hình ảnh

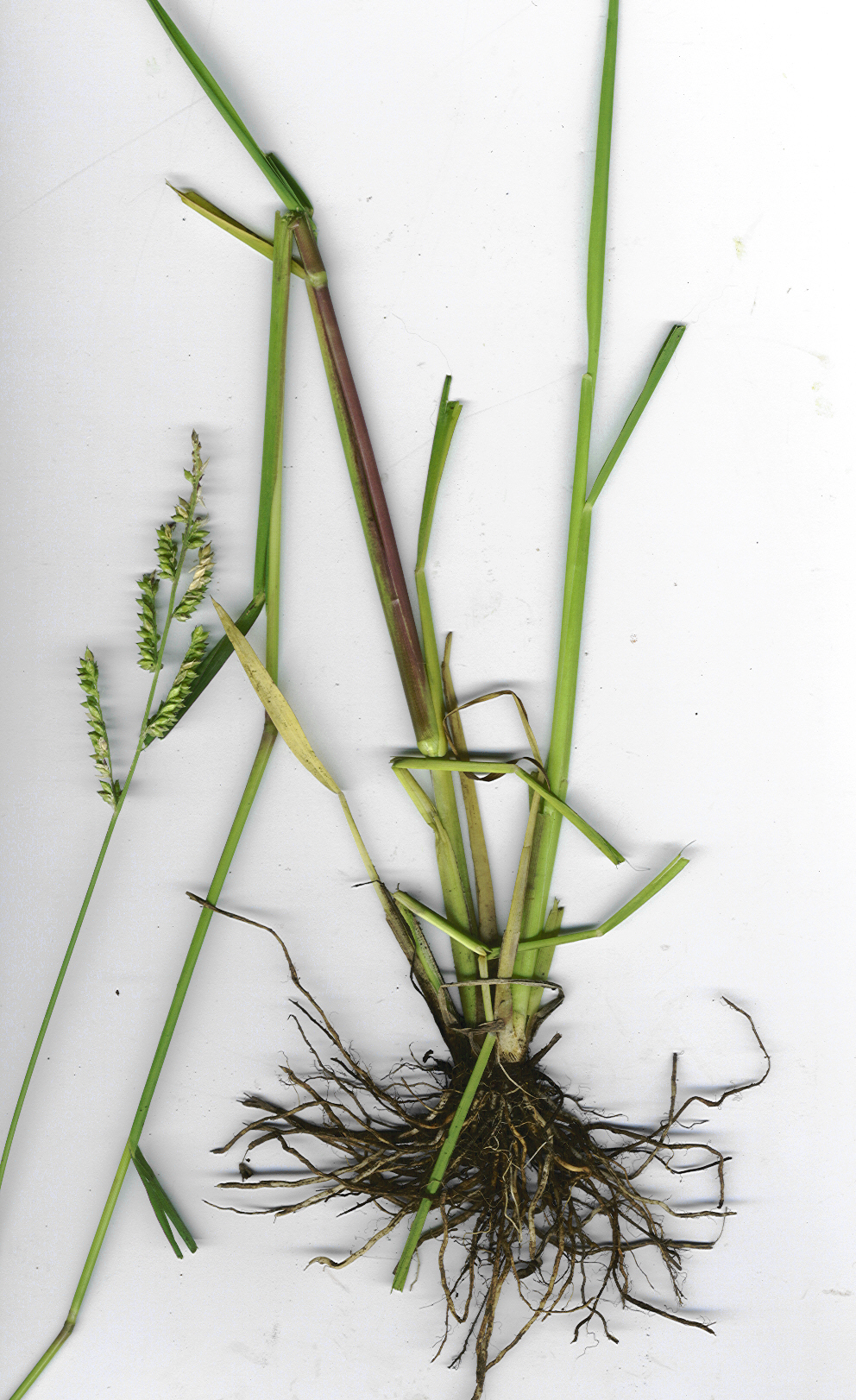
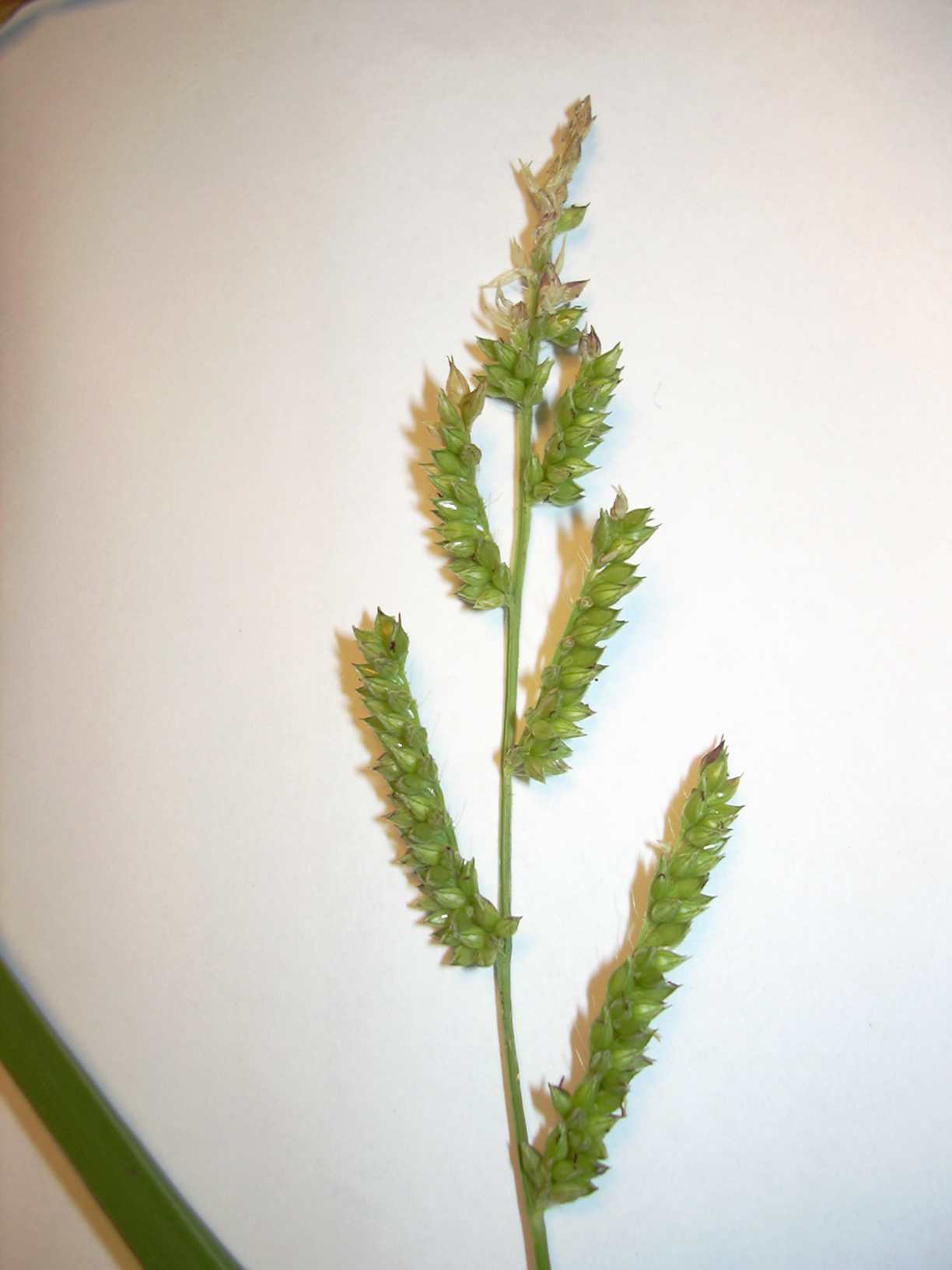
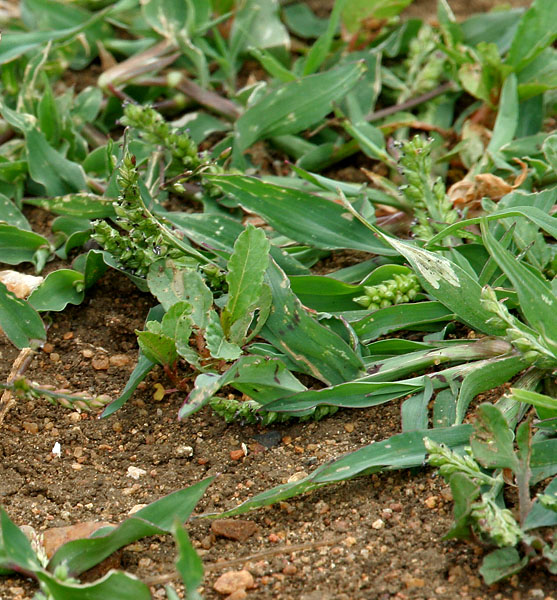
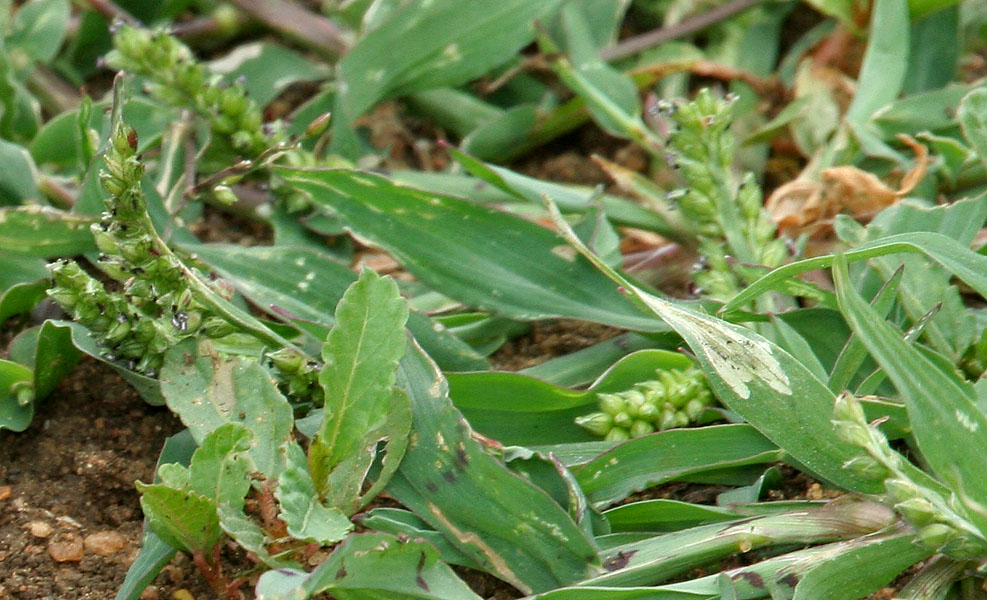